# Внутрисуставная травма
Внутрисуставная травма — травма в полости самой кости. Линия излома находится, или частично, или полностью внутри кости. При таком повреждении воспаляется не только кость, но и весь сустав.
Признаками внутрисуставной травмы являются отёк, очень сильная боль и нарушение работоспособности сустава, который поврежден. Смещенные отломки в большинстве случаев находятся не сразу. Если внутрисуставная травма находится в области крупных суставов, то может появиться кровоизлияние внутрь сустава.
Лечение должно происходить в травматологии. Там врачи попытаются максимально восстановить отломки. Нужное лечение определяется конкретной внутрисуставной травмой. Если осколки смещены, врачи используют или скелетное вытяжение, или оперативный способ лечения. В основном, лечат оперативным способом.
Недостаточно качественное лечение, или лечение не в полном объеме, может привести к неправильному срастанию костей и появлению еще более серьезных проблем. В более чем 90 % случаев, лечение протекает без осложнений и в течение 3 месяцев от травмы почти не остается и следа при надлежащем лечении.